# Infurcitinea maroccana
Infurcitinea maroccana är en fjärilsart som beskrevs av Petersen och Reinhardt Gaedike 1979. Infurcitinea maroccana ingår i släktet Infurcitinea och familjen äkta malar.
Artens utbredningsområde är Marocko. Inga underarter finns listade i Catalogue of Life.